# Renato Arapi
Renato Arapi (nascut el 28 d'agost de 1986), és un futbolista albanès que actualment milita en el KF Skënderbeu Korçë d'Albània. Juga de defensa. Mesura 1,86 metres i pesa 78 quilos.
Ha militat en equips com el Dinamo Tirana o l'Erzeni Shijak.

## Clubs
| Club                | País      | Any           |
| ------------------- | --------- | ------------- |
| KS Dinamo Tirana    | Albània   | 2002-2003     |
| KF Erzeni Shijak    | Albània   | 2003-2004     |
| KS Dinamo Tirana    | Albània   | 2003-2005     |
| KS Besa Kavajë      | Albània   | 2005-2007     |
| Silkeborg IF        | Dinamarca | 2007-2009     |
| KS Besa Kavajë      | Albània   | 2009-2010     |
| KF Shkumbini        | Albània   | 2010-2011     |
| KF Skënderbeu Korçë | Albània   | 2011- Present |

## Selecció albanesa
Renato va debutar en la selecció el 20 de juny de 2011 en un partit amistós jugat contra la Selecció de futbol de l'Argentina jugat a Buenos Aires i en el qual Albània seria derrotada 4-0. Va representar en 4 ocasions sense marcar gols. A part, ha jugat en les diferents seleccions juvenils on totalitza 40 partits sense gols.